# Stockeracker
Stockeracker ist ein Gemeindeteil des Marktes Breitenbrunn im Landkreis Neumarkt in der Oberpfalz in Bayern.

## Geographie
Die Einöde liegt nordöstlich des Gemeindesitzes im Oberpfälzer Jura auf der Jura-Hochfläche auf 512 m ü. NHN.

## Geschichte
1805: In den Rechnungen zur Kirchenreparatur Langenthonhausen ist ein Michael Seitz von Stockeracker als Lieferant von Ziegeln aufgeführt.[1]. In den Besitzfassionen von 1808 gibt es in diesem Bereich den Begriff „Ziegelhüttenacker“. Im Kataster von 1835/36 und im Liquidationsprotokoll 1835 ist das Anwesen als „Ziegelhütte – Wohnhaus mit Ziegelofen“ bezeichnet (Staatsarchiv Amberg/Vermessungsamt Neumarkt-Hemau). Der Hausname lautet heute noch „Zejgla“ – Ziegler. Etwa knapp 100 m östlich von Stockeracker ist noch heute deutlich eine größere rechteckige Vertiefung von ca. 1,0 m im Gelände erkennbar, die auf Lehm- bzw. Tonabbau hinweist. (Aussage eines Nachfahren von Stockeracker.) In dem Positionsblatt von 1817–41 findet man den Eintrag Stockeracker.
In dieser Karte ist, etwa 200 m weiter nordöstlich auf Hamberger Flur, auch eine „Ziegelhütte“ eingezeichnet, die auch in der Flurkarte von 1830 mit diesem Namen eingetragen ist. Das Anwesen besteht noch. 1771 lieferte ein Ziegler von Hamberg Material zur Kirchturmreparatur in Langenthonhausen.[1] (Pfarrarchiv Breitenbrunn) Ob es von diesem Anwesen kam? Unweit von den beiden Ziegelhütten liegt auf Langenthonhauser Flur eine ehemalige Ödung mit Namen „Kalkofenbügel“ (Alte Flurnummer 471,  StA Am: Kataster 1835 – auch Besitzfassionen von 1808). Diese Gegebenheiten weisen auf ein Vorkommen geeigneten Materials für eine Baustoffherstellung in diesem Bereich hin. Möglicherweise betrieb man auch zeitweise das Maurerhandwerk.
Nach einer Steuerliste im Gemeindearchiv Breitenbrunn beschäftigte der Ziegler von Stockeracker zumindest Ende des 19. Jahrhunderts einen Gesellen.
Stockeracker wurde der Gemeinde Langenthonhausen zugeordnet, die bis zur Gebietsreform in Bayern dem Landkreis Parsberg angehörte. Im Zuge der Gebietsreform wurde diese Gemeinde und damit auch Stockeracker am 1. Januar 1972 in den Markt Breitenbrunn im Landkreis Neumarkt eingegliedert.

## Einwohner- und Gebäudezahl
(Quelle:)
- 1871: 6 (3 Gebäude)[2]
- 1937:4[3]
- 1950: 7 (1 Wohngebäude)[4]
- 1961: 7 (1 Wohngebäude)[5]
- 1987: 4 (2 Wohngebäude, 2 Wohnungen)[6]

## Verkehrsanbindung
Zu der Einöde führt ein Anliegerweg, die von der Kreisstraße NM 31 zwischen Langenthonhausen und Hamberg in südöstliche Richtung abzweigt.